# Armando Calvo
Armando Pascual Calvo Lespier (* 25. Dezember 1919 in San Juan, Puerto Rico; † 6. Juli 1996 in Mexiko-Stadt) war ein puerto-ricanischer Schauspieler.

## Leben
Calvo war der Sohn des spanischen Schauspielers Juan Calvo und einer puerto-ricanischen Mutter, sein Bruder ist der Schauspieler Manolo Calvo. Bereits mit fünf Jahren spielte er auf der Bühne; seinen ersten Film drehte er, der in Spanien aufwuchs, 1939. Sechs Jahre später ließ er sich in Mexiko nieder und spielte in zahlreichen Filmen, bis er in den 1960er Jahren wieder nach Spanien zurückkehrte. Dort trat er unter anderem in zahlreichen Italowestern auf.
Calvo verlegte seinen Lebensmittelpunkt erneut nach Mexiko und arbeitete dort während der folgenden Jahrzehnte auf der Bühne, für das Fernsehen und in weiteren Filmen. Während seiner letzten Lebensjahre lebte er in einem Hotel und widmete sich dem Schreiben und Malen.

## Filmografie (Auswahl)
- 1939: El genio alegre
- 1940: Polizeiinspektor Vargas (El inspector Vargas)
- 1945: Los últimos de Filipinas
- 1946: Eine Frau für alle (La mujer de todos)
- 1947: Bel Ami
- 1952: Doña Francisquita
- 1956: Esposas infieles
- 1959: Jeder Dieb braucht ein Alibi (I ladri)
- 1960: Orlak, el infierno de Frankenstein
- 1963: Zorro, der Mann mit den zwei Gesichtern (Il segno di Zorro)
- 1965: Eine Bahre für den Sheriff (Una bara per lo sceriffo)
- 1966: Es geht um deinen Kopf, Amigo (Ringo, il volto della vendetta)
- 1966: La grande notte di Ringo
- 1966: Mountains (Mestizo)
- 1967: Dos cruces en Danger Pass
- 1968: Killer adios (Killer, adios)
- 1968: Ein Schuss zuviel (Dos hombres van a morir)
- 1968: Copper Face (Tutto per tutto)
- 1969: Die wahre Geschichte des Frank Mannata (¡Viva América!)
- 1970: Der größte aller Freibeuter (Il corsaro)
- 1976: Sábado, chica, motel ¡qué lío aquel!
- 1979: Guayana – Kult der Verdammten (Guyana, el crimen del siglo)
- 1987: Die wilde Rose (Rosa salvaje) (Fernsehserie)
- 1994: Marimar (Fernsehserie)